# پرالبوینو
پرالبوینو (به ایتالیایی: Pralboino) یک کومونه در ایتالیا است که در استان برشا واقع شده‌است.

## خصوصیات
پرالبوینو ۱۷ کیلومترمربع مساحت و ۲٬۹۷۵ نفر جمعیت دارد و ۴۷ متر بالاتر از سطح دریا واقع شده‌است.